# Eilenburg
Eilenburg é uma cidade da Alemanha localizada no distrito de Nordsachsen no Estado Livre da Saxónia, aproximadamente 20 km a nordeste da cidade de Leipzig.